# 披针叶算盘子
披針葉饅頭果 (學名：Glochidion zeylanicum var. lanceolatum)，又稱披針葉算盤子、基隆饅頭果、蘭嶼饅頭果，為饅頭果屬的常綠小喬木。
披針葉饅頭果的枝幹向陽且具有一點懸垂性，像歡迎上山的人，所以在達悟語稱為「apo no anam」，是「迎」的意思。

## 分佈
琉球群島。主要產於臺灣全島、蘭嶼、綠島、琉球，平地至低海拔。蘭嶼島上見於山麓地帶的二次林，如小天池、天池的登山口等地。。標本收藏顯示在日本的主要記錄是在西表島上。除臺北、蘭嶼、琉球外，在臺北植物園的資料庫亦有寫到披針葉饅頭果的原產地還有菲律賓、馬來西亞、中國。

## 形態特徵[4]

### 枝葉
單葉互生。葉片全緣呈長橢圓狀披針形、卵狀披針形或披針形。基部歪斜。先端漸尖，銳尖頭。基部的第一對和第二對側脈互生。

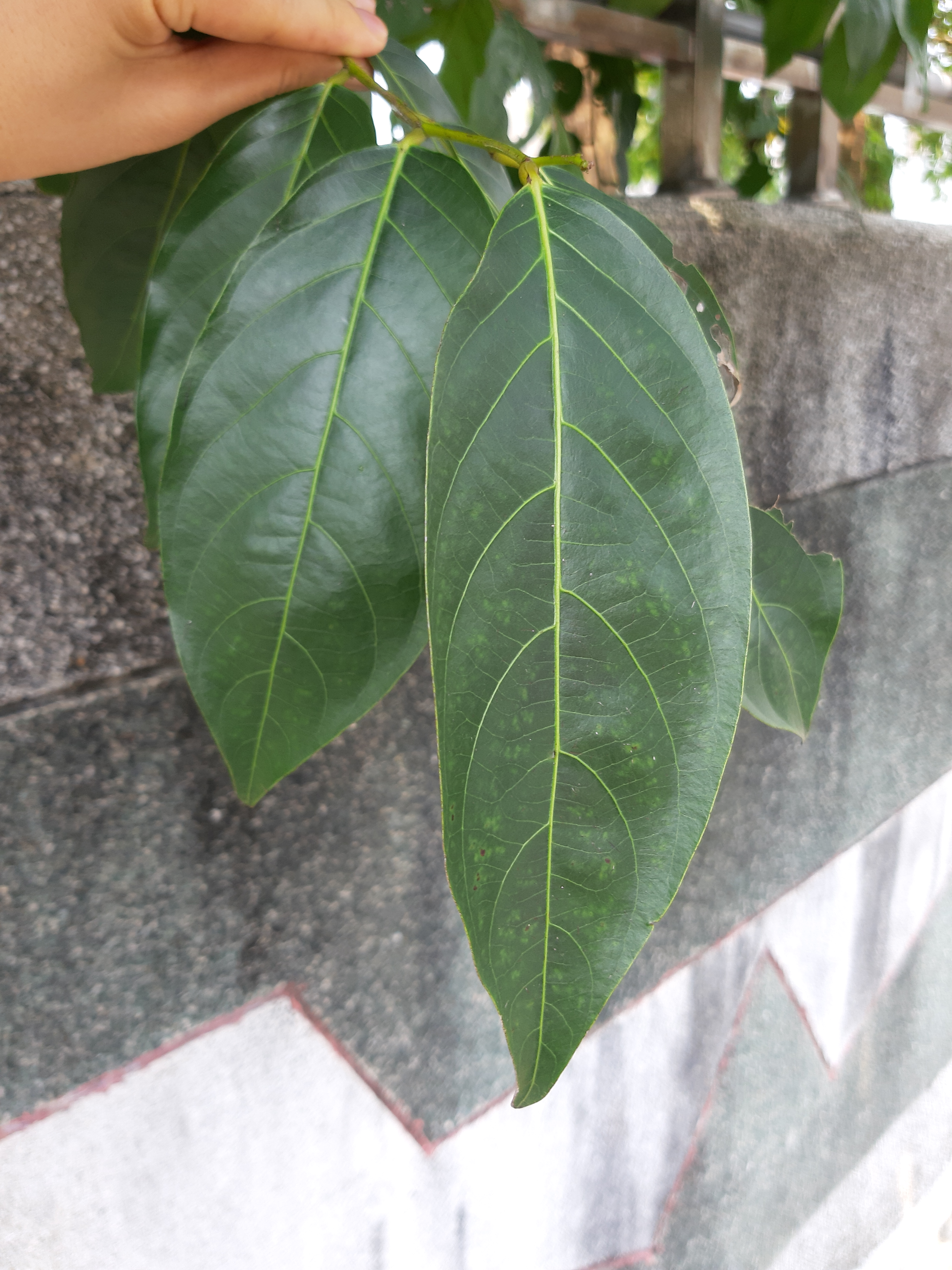
葉正面
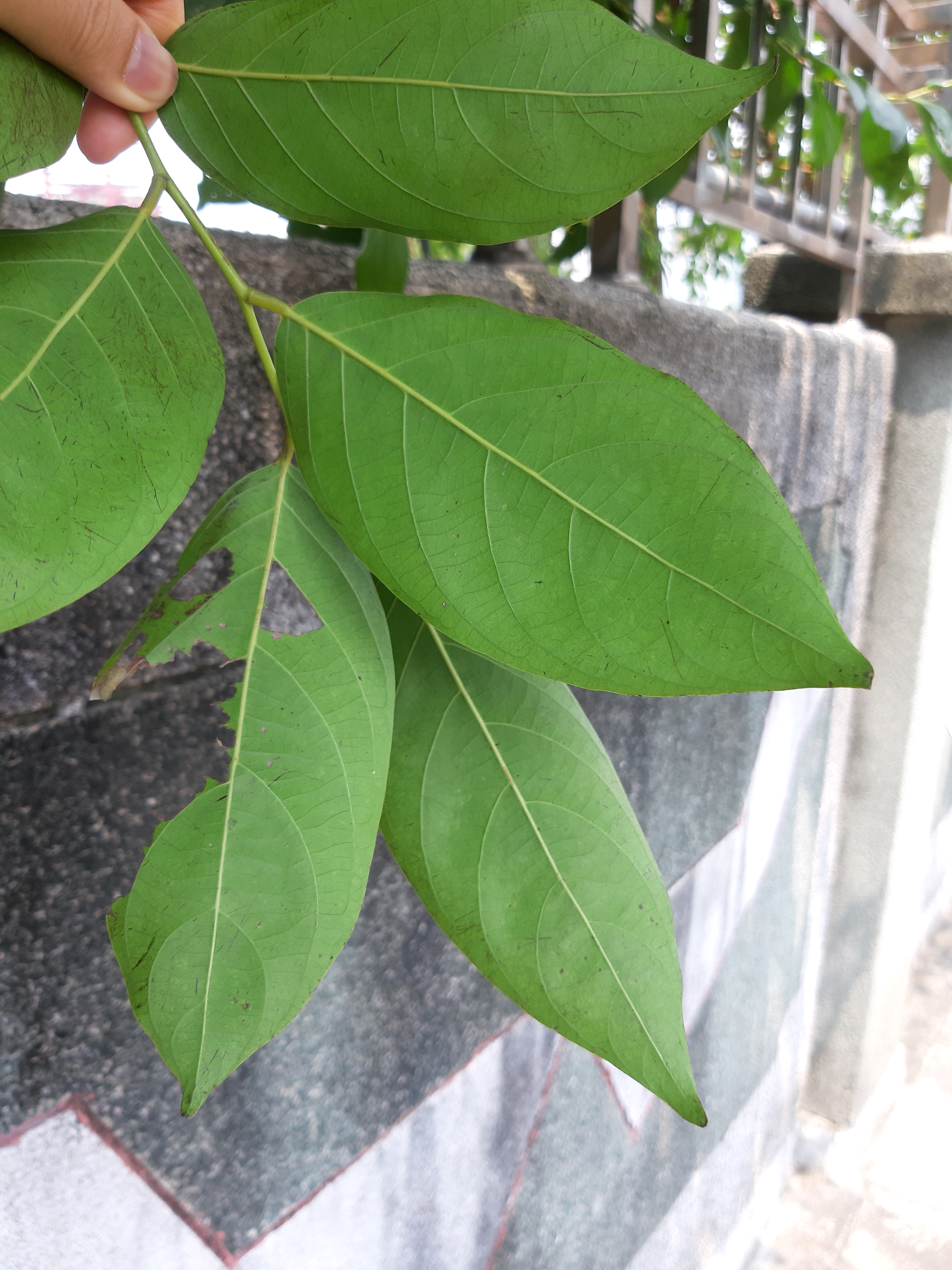
葉背
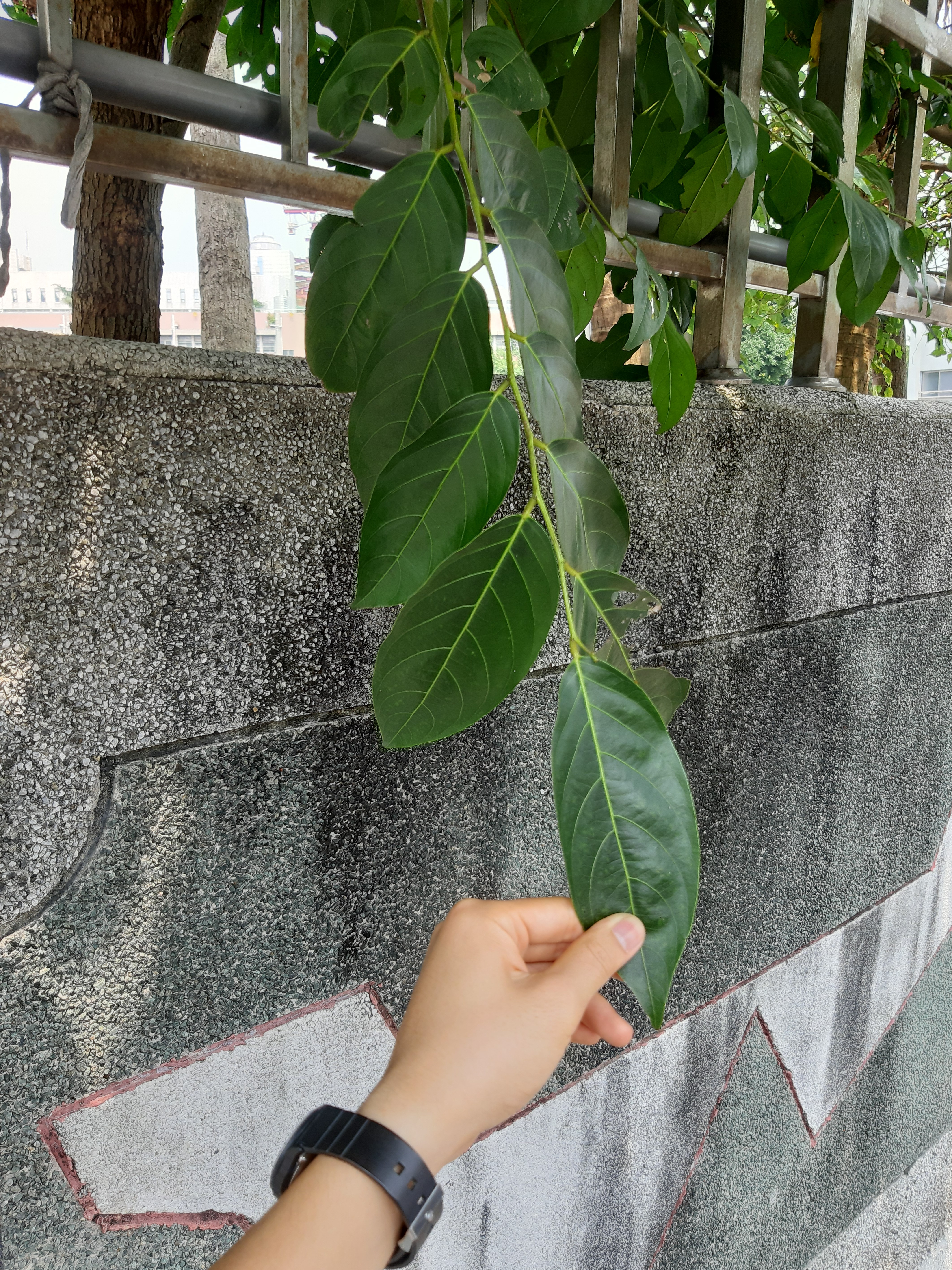
枝條單葉互生

### 花
腋上生繖形花序，總梗長 5–7 mm 。花梗光滑無毛。萼片共 6 枚，無毛。一段花序上雄花約 2~3 朵，雌花 8~15 朵。
雄花雄蕊 4~6 枚合生。
雌花子房呈扁球狀無毛，4~6 室。花柱呈淺盤形無毛，比萼片再略長，4~6 淺裂。

### 果實
果實是蒴果，扁球狀光滑無毛，直徑 6~7 mm ，有淺縱溝 4~8 條。蒴果中央近平坦，果形類似小南瓜，剛開始是綠色成熟後轉紅色。

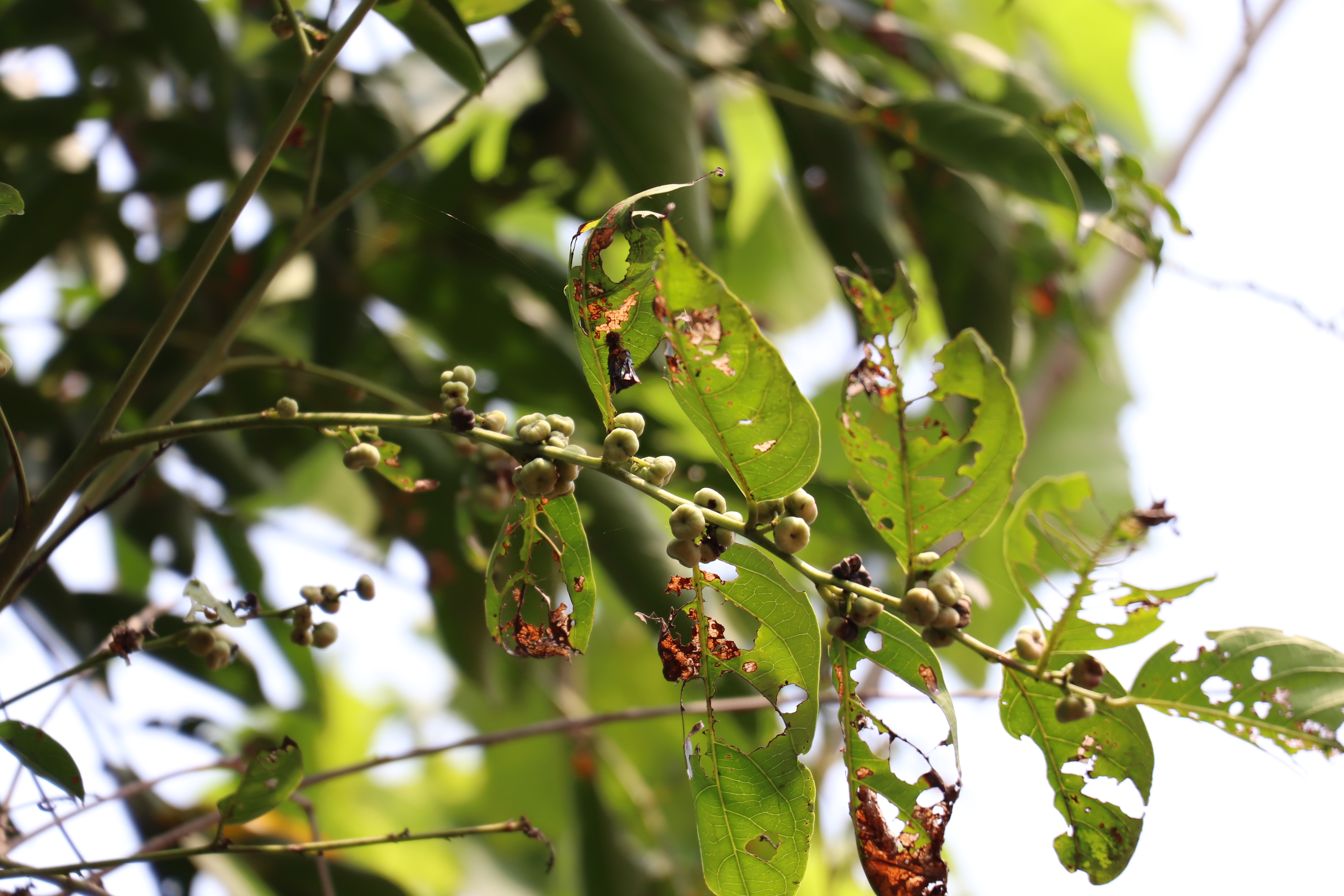

### 披針葉饅頭果和卵葉饅頭果之區分[8]
|      | 披針葉饅頭果       | 卵葉饅頭果       |
| ---- | ------------------ | ---------------- |
| 葉形 | 披針形或長橢圓卵形 | 卵形             |
| 子房 | 無毛               | 被毛             |
| 蒴果 | 無毛，淺溝         | 被毛，縱溝裂明顯 |
| 花柱 | 淺盤形             | 杯狀             |

## 藥用
根據臺灣藥用植物資源名錄記載，披針葉饅頭果藥用部位主要為葉，味甘性涼，對風濕、神經痛有影響。

## 食草

### 鱗翅目
饅頭果屬是蝴蝶的一種重要食草，目前已知臺灣單帶蛺蝶、白三線蝶、臺灣雙尾燕蝶、臺灣琉璃小灰蝶、姬三尾小灰蝶的幼蟲會取食饅頭果。

### 半翅目
沖繩金盾背椿象 (Lampromicra miyakona (Matsumura, 1905))、七星盾背椿象 (Calliphara excellens excellens (Burmeister, 1834)) 這兩種純植食性的椿象種類食草都包含有披針葉饅頭果。
此外亦有在披針葉饅頭果上觀察到角蟬 (Membracidae) 取食的記錄。

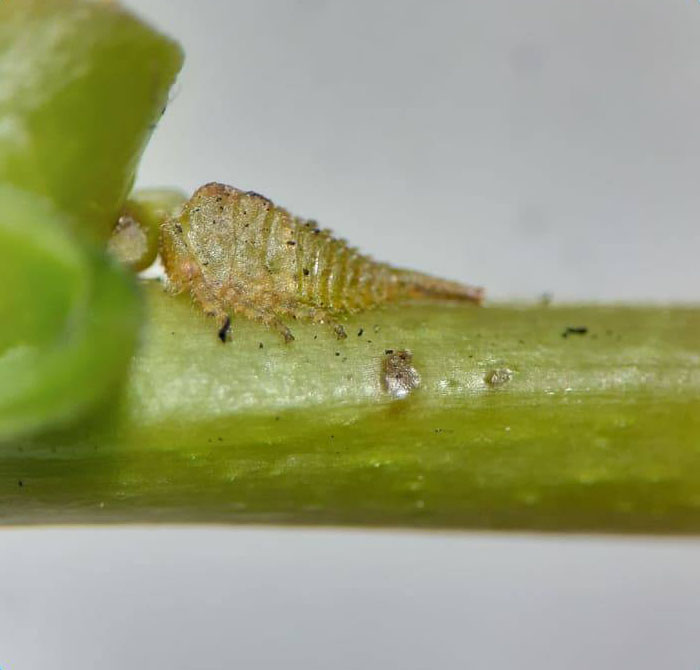
披針葉饅頭果上採到的角蟬，林俊佑攝